# Fiat 124 Sport Spider
Fiat 124 Sport Spider je dvoumístný sportovní vůz automobilky Fiat se stahovací střechou, představený v listopadu 1966 v Turíně, vyráběný od roku 1966 až do roku 1985. Většina vozů byla určena pro export do USA. Fiat 124 Sport Spider se stal nejúspěšnějším italským sportovním automobilem všech dob, figuroval ve výrobním programu značky Fiat téměř dvacet let a bylo jej vyrobeno téměř 200 000 kusů.
Fiat ho v letech 1979-1982 prezentoval jako Spider 2000, poté ve výrobě pokračovala karosárna Pininfarina pod vlastní značkou jako Pininfarina Spider Azzurra pro severoamerický trh a jako Pininfarina Spidereuropa pro evropský trh.

## Popis
Fiat 124 Sport Spider a Fiat 124 Sport Coupé, uvedené v roce 1967, byly postaveny na bázi Fiatu 124 a používaly mnoho jeho mechanických dílů. Sport Spider měl zkrácený rozvor z 2420 na 2280 mm. Za svůj úspěch vděčil nejen elegantnímu tvaru karoserie, kterou navrhl pro Pininfarina designer Tom Tjaarda, ale také skvělému dvouvačkovému čtyřválcovému motoru  Fiat Twin Cam, který navrhl bývalý konstruktér Ferrari Aurelio Lampredi. Řadový čtyřválec 1438 cm³ poskytoval výkon 90 koní. Maximální rychlost dosahovala 165 km/h. Do roku 1979 se montovaly ještě motory 1608, 1592 a 1756 cm³ s výkony od 86 do 116 HP.  V roce 1979 se začal instalovat dvoulitrový motor v souvislosti se zpřísněnými emisními předpisy v USA. Vstřikování paliva bylo zavedeno v roce 1980. Vrcholným modelem se stal typ VX s kompresorem přeplňovaným motorem o výkonu 135 koní. Maximální rychlost se také zvýšila na necelých 200 km/h.  Další sportovní automobil značky Fiat se objevil až o deset let později.

## Fiat Abarth 124 Rally

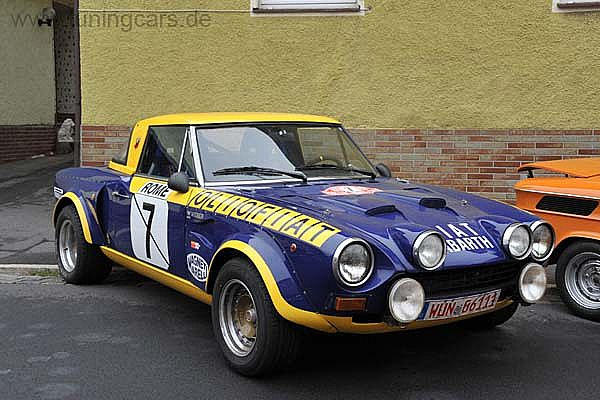
Fiat Abarth 124 Rallye

Italská firma Abarth upravila několik modelů pro soutěže rallye, kde dosahoval mnoho úspěchů. Mezi největší z nich patřila druhá a třetí příčka v rallye Monte Carlo 1974. Mezi typické znaky vozů Fiat 124 Abarth patřila černá kapota, speciální slitinová kola, menší nárazníky a střecha hard-top. Výroba verze Abarth probíhala v letech 1972 až 1975. Automobil dosahoval rychlosti  přes 190 km/h. Zdvihový objem motoru byl 1756 cm³ a v sériovém provedení měl výkon 128 koní.